# Awit Awards
Awit Awards är en årlig filippinsk ceremoni för utdelning av musikpriser. Den är Filippinernas motsvarighet till Grammy Award. Den har hållits varje år sedan den första upplagan 1989.